# Pelina
Pelina is een vliegengeslacht uit de familie van de oevervliegen (Ephydridae).

## Soorten
- P. aenea (Fallen, 1813)
- P. aenescens (Stenhammar, 1844)
- P. biloba Clausen, 1973
- P. bispinosa Clausen, 1973
- P. canadensis Cresson, 1934
- P. compar Cresson, 1934
- P. latiforma Clausen, 1973
- P. neaenescens Clausen, 1973
- P. nitens Loew, 1873
- P. norvegica Dahl, 1975
- P. prospinosa Clausen, 1973
- P. similis Papp, 1974
- P. subpunctata Becker, 1896
- P. subulata Clausen, 1973
- P. truncatula Loew, 1878
- P. uncata Clausen, 1973